# Arrondissement de Saré Bidji
L'arrondissement de Saré Bidji est l'un des arrondissements du Sénégal. Il est situé dans le département de Kolda et la région de Kolda, en Casamance, dans le sud du pays.
Il a été créé par un décret du 10 juillet 2008.
Il compte deux communautés rurales :
- Communauté rurale de Thiétty
- Communauté rurale de Saré Bidji

Son chef-lieu est Saré Bidji.